# Patrick García
Franz Patrick Velasco García (14 de septiembre de 1981, Makati), es un actor filipino hijo de padre español y madre filipina. Su primer fim en el que actuó fue en la "Madrastra", ya que su personaje principal fue Ryan, además es hermano de la actriz Cheska García quien actuó con la actriz Sharmaine Arnaiz y Bunny Paras. En el plano personal, él estuvo comprometido con la cantante y actriz Jennylyn Mercado, además ha sido visto en diferentes series de televisión como en ABS-CBN, GMA-7 y Ang TV donde su hermana también ha sido muy conocida por los espectadores. Además Patrick estuvo presente en la boda de su hermana Cheska, quien contrajo matrimonio con el jugador de baloncesto, Douglas Kramer's, a quien se casó el 9 de octubre de 2018

## Filmografía

### Filmes
| Año  | Filmes                             | Personajes              | Notas              |
| ---- | ---------------------------------- | ----------------------- | ------------------ |
| 1993 | Araw-araw, Gabi-gabi               | Jun-Jun                 |                    |
| 1994 | Separada                           | Vincent                 |                    |
| 1994 | Asero                              | Victor Asero            |                    |
| 1996 | Rollerboys                         | Christian               |                    |
| 1996 | Madrasta                           | Ryan                    |                    |
| 1997 | Ang TV Movie: The Adarna Adventure | Patrick                 | Star Cinema        |
| 1997 | Biyudo Si Daddy, Biyuda Si Mommy   |                         | Star Cinema, M-Zet |
| 1997 | Nagbibinata                        | Lester                  |                    |
| 1998 | Batang PX                          | Michael 'Am-boy' Dahoff |                    |
| 1998 | Mula Sa Puso, The Movie            | Warren                  | Star Cinema        |

### Televisión
| Año       | Filme                                          | Personaje               | Notas                                                                             |
| --------- | ---------------------------------------------- | ----------------------- | --------------------------------------------------------------------------------- |
| 1992-1997 | Ang TV                                         | himself                 |                                                                                   |
| 1996-1997 | Familia Zaragoza                               |                         |                                                                                   |
| 1996-1999 | Gimik                                          | Carlo de Leon           | Original main cast.                                                               |
| 1997-1999 | Mula Sa Puso                                   | Warren                  |                                                                                   |
| 1998-2001 | Richard Loves Lucy                             | Mikoy                   |                                                                                   |
| 1999-2002 | Tabing Ilog                                    | Jaime 'James' Collantes | Original main cast.                                                               |
| 2000-2002 | Pangako Sa'yo                                  | Jonathan                |                                                                                   |
| 2003      | Darating ang Umaga                             | Nathaniel Cordero       |                                                                                   |
| 2005      | Kampanerang Kuba                               | Luke                    |                                                                                   |
| 2006      | Hoooo U?                                       |                         |                                                                                   |
| 2006      | Komiks Presents: Momay                         |                         |                                                                                   |
| 2006      | Captain Barbell                                | Levi                    |                                                                                   |
| 2006      | Komiks Presents: Bampy                         | boy                     | Appeared for a few seconds in an all-star Star Magic special anniversary episode. |
| 2007      | Fantastic Man                                  | Lloyd Mendez            |                                                                                   |
| 2007      | Super Twins                                    | Billy                   |                                                                                   |
| 2008      | Babangon Ako't Dudurugin Kita                  | Lawrence                |                                                                                   |
| 2009      | Obra                                           | Guest Role              |                                                                                   |
| 2009      | Dear Friend                                    | Guest Role              |                                                                                   |
| 2009      | Sine Novela: Kung Aagawin Mo Ang Lahat Sa Akin | Arvin                   |                                                                                   |